# У мраку (књига)
У мраку (чеш. Do tmy) је роман чешке књижевнице Ане Болаве (чеш. Anna Bolavá), чије је право име Бохумила Адамова (чеш. Bohumila Adamová)  објављен 2015. године у издању издавачке куће "Одеон". Српско издање књиге објавила је издавачка кућа Имприматур из Бања Луке 2019. године, у преводу Милке Ковачевић.

## О аутору
Ана Болава, чије је право име Бохумила Адамова, чешка је књижевница и песникиња, рођена 1981. у Старкоњицама. Болава је студирала чешке студије на Уметничком факултету Карловог универзитета у Прагу. До сада је објавила једну збирку поезије (Црна година) и четири романа (Ка дну, У мраку, Пре поплаве и Приповедач). За роман У мраку добила је 2016. године  најзначајнију чешку књижевну награду "Магнезија Литера" у категорији за најбоље прозно дело. 

## О књизи
Роман У мраку је прича о усамљеној, болесној жени Ани која је највећи део свог живота посветила сакупљању, сушењу и испоруци лековитог биља. Радња тече напред помоћу детаљно разрађеног „план прикупљања”. Константа је уторак, дан откупа, када јунакиња жељно посећује откупну радњу. Чини се да је ритам спор, наизглед неометан, али ипак се, чудан немир појављује испод површине. Анин је живот одређен роковима, било оним за испоруку сакупљеног лековитог биља или за достављање преведених текстова. Ауторка на тај начин читаоца води у литерарно путовање које га води од сунчаног летног дана до изненадне олује праћене великом грмљавином, од мириса старе липе до устајале болничке собе, од ослобађајуће вожње бициклом и обилазака ливада на којима расте маслачак, коприва, росопас, хајдучка трава или раставић па све до тавана пуног осушених трава, страних звукова и немира који вребају из таме.

## Награде
Ана Болава је за књигу У мраку добила 2016. године награду Магнезија литера, најзначајнију чешку књижевну награду у котегорији за најбоље прозно дело.
Образложење жирија поводом додељивања награде "Магнезија Литера" Ани Болави за роман У мраку:
"Јун је, све цвјета и Ана креће старим бициклом у поље. Њена кућа је испуњена лековитим биљем. Све треба оставити са стране: сећања на пропали брак, необичну свекрову смрт, губитак посла, наметљиву болест. Готово манични ритам прикупљања биља није мотивисан приземном жељом за зарадом, корени Анине опсесије сежу много дубље. Књига има необичну напетост, ништа није експлицитно објашњено, потрага за кључем је на читаоцу. Разлози катастрофе према којој се јунакиња романа креће остају скривени у многим наговештајима и епизодама. Ипак, читалац је спреман да дубоко уђе у причу, пре свега због ауторкине изванредне способности да пренесе чисто чулна опажања."